# Juha Piironen
Juha Piironen (1951. április 8. –) finn rali-navigátor.

## Pályafutása
Az 1970-es években Timo Jouhki navigátoraként vett részt a hazája világbajnoki versenyein. 1984-ben, majd 1985-ben több futamon navigált a gyári Lancia csapatában szereplő Henri Toivonennek.
1986 és 1993 között Juha Kankkunen navigátora volt. 1986-ban, 1987-ben és 1991-ben megnyerték a világbajnokságot, valamint elsők lettek az 1988-as Dakar-ralin. Kankkunen 1993-ban is világbajnok volt, Piironen ekkor azonban csak négy futamon navigált számára.
Pályafutása alatt negyven világbajnoki dobogós helyezést, valamint tizennégy győzelmet szerzett.

### Rali-világbajnoki győzelmei
| #   | Dátum                     | Rali            | Versenyző      | Autó                       | Összefoglaló |
| --- | ------------------------- | --------------- | -------------- | -------------------------- | ------------ |
| 1.  | 1986. február 14-16.      | Svéd rali       | Juha Kankkunen | Peugeot 205 Turbo 16 E2    | Összefoglaló |
| 2.  | 1986. június 2-4.         | Akropolisz-rali | Juha Kankkunen | Peugeot 205 Turbo 16 E2    | Összefoglaló |
| 3.  | 1986. július 5-8.         | Új-Zéland-rali  | Juha Kankkunen | Peugeot 205 Turbo 16 E2    | Összefoglaló |
| 4.  | 1987. június 26-29.       | Olympus-rali    | Juha Kankkunen | Lancia Delta HF            | Összefoglaló |
| 5.  | 1987. november 22-25.     | Brit rali       | Juha Kankkunen | Lancia Delta HF            | Összefoglaló |
| 6.  | 1989. szeptember 14-17.   | Ausztrál rali   | Juha Kankkunen | Toyota Celica GT-Four      | Összefoglaló |
| 7.  | 1990. szeptember 20-23.   | Ausztrál rali   | Juha Kankkunen | Lancia Delta Integrale 16V | Összefoglaló |
| 8.  | 1991. márc. 27. - ápr. 1. | Szafari rali    | Juha Kankkunen | Lancia Delta Integrale 16V | Összefoglaló |
| 9.  | 1991. június 2-5.         | Akropolisz-rali | Juha Kankkunen | Lancia Delta Integrale 16V | Összefoglaló |
| 10. | 1991. augusztus 22-25.    | Finn rali       | Juha Kankkunen | Lancia Delta Integrale 16V | Összefoglaló |
| 11. | 1991. szeptember 20-24.   | Ausztrál rali   | Juha Kankkunen | Lancia Delta Integrale 16V | Összefoglaló |
| 12. | 1991. november 24-27.     | Brit rali       | Juha Kankkunen | Lancia Delta Integrale 16V | Összefoglaló |
| 13. | 1992. március 3-7.        | Portugál rali   | Juha Kankkunen | Lancia Delta HF Integrale  | Összefoglaló |
| 14. | 1993. április 8-12.       | Szafari rali    | Juha Kankkunen | Toyota Celica Turbo 4WD    | Összefoglaló |

## Külső hivatkozások
- Profilja a rallybase.nl honlapon